# Скупий лицар

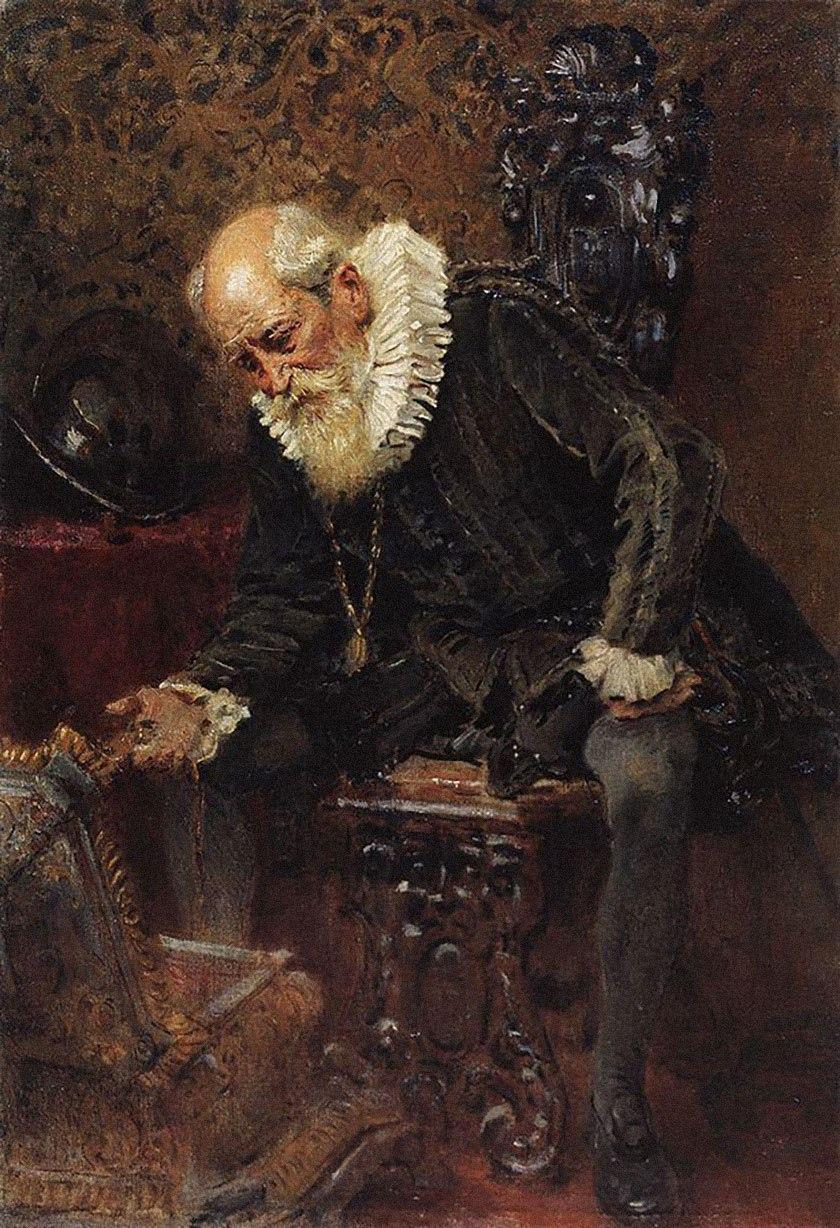
Скупий лицар на картині К. Маковського

«Скупий лицар» — одна з «маленьких трагедій» російського поета Олександра Пушкіна, написана в болдінську осінь 1830 року.

## Сюжет
Молодий лицар Альбер скаржиться своєму слузі Івану на безгрошів'я, на скупість старого батька-барона і на небажання лихваря-єврея Соломона позичити йому грошей у борг. Під час розмови з Альбером єврей натякає, що отримання довгоочікуваної спадщини можна наблизити, отруївши скнару-батька. Лицар в обуренні виганяє Соломона геть.
Поки старий барон чахне в підвалі над своїми скарбами, обурюючись з приводу того, що спадкоємець коли-небудь спустить все накопичене ним з таким трудом і при наполегливій боротьбі з власною совістю (яку він називає «пазуристим звіром»), Альбер подає місцевому герцогу скаргу на батька. Сховавшись в сусідній кімнаті, він підслуховує розмову герцога з батьком.
Коли старий барон починає звинувачувати сина в намірі вбити і обікрасти його, Альбер вривається в залу. Батько кидає синові рукавичку, той охоче приймає виклик. Герцог в обуренні забирає у Альбера рукавичку і виганяє його зі свого палацу, після чого звертається з докором до барона. Але у того трапляється серцевий напад, і він вмирає, супроводжуваний словами герцога «Боже! Жахливе століття, жахливі серця!»
Останні думки вмираючого старого все так же звернені до користолюбства: «Де ключі? Ключі, ключі мої!..»

## Персонажі
- Барон Філіп
- Альбер, син барона Філіпа
- Іван, слуга
- Єврей Соломон (лихвар)
- Герцог

## Створення та оприлюднення

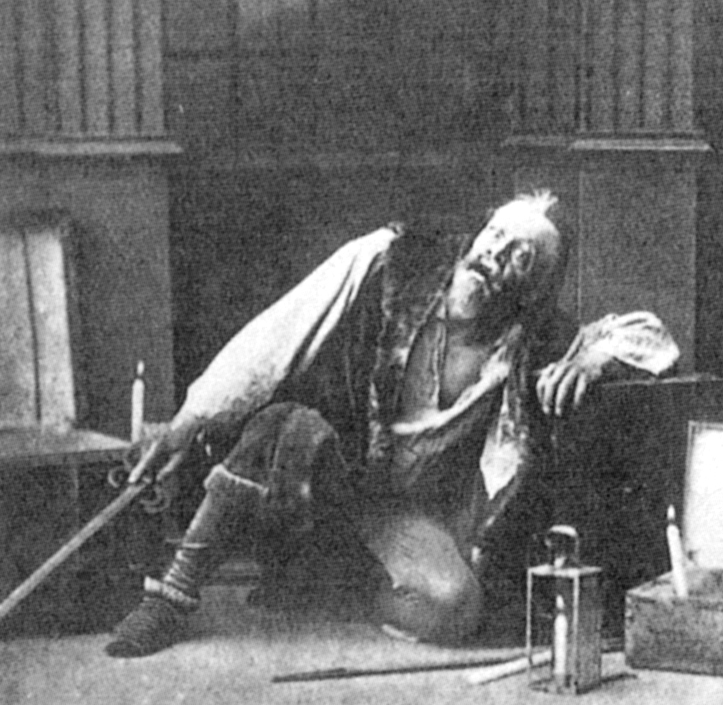
Костянтин Станіславський в ролі Скупого лицаря (1888)

Задум п'єси (можливо, навіяної важкими стосунками поета зі скупим батьком) витав в голові Пушкіна ще в січні 1826 року (запис в рукописі того часу: «Жид і син. Граф»).
Болдінський рукопис має дату «23 жовтня 1830 р.»; їй поданий епіграф з Державін: «Перестань і ти жити в льохах, Як кріт в ущелинах підземельних».
Пушкін зважився опублікувати «Скупого лицаря» тільки в 1836 році, в першій книжці «Соврємєнніка» за підписом Р. (французький ініціал прізвища Пушкіна). Щоб уникнути закидів в незавершеності п'єси, публікація була обставлена як літературна містифікація, з підзаголовком: «Сцена з Ченстонової трагікомедії: The Covetous Knight». Насправді у Ченстона (або Шенстона) немає твору з такою назвою. Епіграф з Державіна став недоречним і був знятий.
«Скупий лицар» був призначений для постановки в Александринському театрі через три дні після смерті автора, але в підсумку був замінений на водевіль (можливо, під натиском влади, які побоювалися вираження публікою співчуття до вбитого поета).

## Походження сюжету

### Автобіографічна версія
У 1855 році перший біограф Пушкіна Павло Анненков пояснював містифікаційний підзаголовок «Скупого лицаря» наступним чином: «причину, яка спонукала Пушкіна відсторонити від себе честь першої ідеї, треба шукати, як ми чули, в боязні застосувань і безпідставних тлумачень». Однак «застосування» все ж пішли. Цілий ряд фактів свідчить про фінансові проблеми у взаєминах поета з батьком. Той же Анненков повідомляє, що при випуску з Ліцею 17-річному Олександру Пушкіну через скнарість батька не вдалося потрапити в блискучий Лейб-гвардії гусарський полк: «Сергій Львович відговорювався недостатнім станом і погоджувався лише на вступ сина в один з піхотних гвардійських полків». Надалі, в період південного заслання, поет не мав ніякої матеріальної підтримки з дому (навіть в перші місяці, коли через бюрократичну тяганину змушений був обходитися без казенної платні. ) Згодом платню почали виплачувати, але її не вистачало, як це випливає з листа О. С. Пушкіна братові Льву (Одеса, 25 серпня 1823 рік): «Поясни батькові моєму, що я без його грошей жити не можу <…> мені боляче бачити байдужість батька мого до мого стану. Бідував поет і пізніше, в Михайлівському. З листа до брата Лева (28 липня 1825 року): «мені потрібні гроші або повіситись».

### Версія літературних ремінісценцій
Прихильники цієї версії бачать в сюжеті «Скупого лицаря» наслідування європейським літераторам, який розробляли тему скупості.
«Тип скупаря сходить до героя комедії римського драматурга Плавта (III—II ст. До н. е.) «Кубишка». Два елементи, намічені в цій комедії: монолог скнари, звернений до скарбу, і його конфлікт з власним спадкоємцем — стали канонічними в творах про скупих. Є вони і в комедії Мольєра «Скупий», на яку у великій мірі орієнтована пушкінська драма.

### Історична версія
Радянський літературознавець Г. О. Гуковський (1902—1950) припустив, що Пушкін використав при роботі над «Скупим лицарем» історичний і побутовий матеріал багатотомної праці Проспера де Баранта «Історія герцогів Бургундських будинку Валуа». Прототипом пушкінського Герцога Гуковський вважав Філіпа Доброго, герцога Герцогство Бургундії в 1419—1467 роках.
Версія Гуковського не знайшла поширення в літературі. У всіх без винятку коментарях до виданням «Скупого лицаря», що вийшли в світ до 2017 року, про її існування просто замовчується. Публікації прихильників Гуковського нечисленні, а в таборі його супротивників виявився авторитетний літературознавець Юрій Лотман (1922—1993).
У 2017 році запропонована модифікація схеми Гуковського: історичним прототипом Герцога визнається не Філіп Добрий, а його син і спадкоємець Карл Сміливий. Для фінальної сцени «Скупого лицаря» Пушкін використовував реальний історичний епізод, що мав місце при бургундському дворі в 1472 році і описаний Барантом.

## Адаптації
- «Скупий лицар» — опера С. В. Рахманінова, 1904 року.
- «Маленькі трагедії» — радянський фільм 1979 року